# Хумано
Хумано е северноамериканско индианско племе живяло в южните части на Ню Мексико, Тексас и северно Мексико. Между 1500 г. и 1700 г. името хумано се използва за идентифицирането на три различни групи от коренното население на Северна Америка.
- Пуебло Томпиро в Салинас
- Номадско – търговска група базирана около Рио Гранде и Рио Кончос
- Уичита на реките Арканзас и Ред Ривър

Номадско – търговската група хумано обитава територия в Мексико, Ню Мексико и Тексас. Хората от тази група са предимно ловци и търговци, играещи важна роля като търговски посредници между испанците и индианските племена в региона. В историческите документи името им се споменава под различни варианти като Хумана, Сумана, Чоуман, Шуман и Хоман. В испанските записи от 16 до 18 век често се споменава името хумано, но днес учените не са сигурни дали хумано е група от разпръснати села, ранчерии и отряди или е общ термин за няколко различни групи. Учените са постигнали съгласие, че хумано е номадски народ, ловуващ бизони между реките Рио Гранде и Пекос в Тексас, и около Рио Кончос в Мексико. Нищо не е известно за езика им. Предполага се, че са били разделени на две части – източни и западни. Източните са известни като хумано, а западните като сума. Понякога сума се разглежда като отделно племе, но се счита и за синоним на хумано. Името хумано за първи път се използва от Антонио де Еспехо през 1581 г. През 1598 г. хумано се споменава и от отец Хуан де Онате. Хумано почти изчезват до към 1750 г.